# Комарово (Вяземский район)
Комарово — деревня в Вяземском районе Смоленской области России. Входит в состав Тумановского сельского поселения. Население — 35 жителей (2007). 
Расположена в восточной части области в 28 км к северо-востоку от Вязьмы, в 8 км севернее автодороги М1 «Беларусь». В 0,5 км юго-восточнее деревни расположена железнодорожная станция Туманово на линии Москва — Минск. 

## История
В годы Великой Отечественной войны деревня была оккупирована гитлеровскими войсками в октябре 1941 года, освобождена в марте 1943 года. 